# Traité de Montpellier
Le traité de Montpellier (également connu sous les noms de paix de Montpellier et édit de Montpellier) fut signé le 18 octobre 1622 à Montpellier entre le roi Louis XIII de France et le duc de Rohan, chef des forces huguenotes, pour mettre fin aux rébellions huguenotes.

## Historique
Le traité, signé après l'impasse du siège de Montpellier, met fin à la première révolte huguenote contre Louis XIII. 
Le 20 octobre, le Roi fait son entrée à Montpellier, précédé par ses compagnies de carabins et de chevau-légers, entouré des grands seigneurs de sa cour et suivi de sa gendarmerie.
En échange du gouvernement du Poitou, Henri de Rohan reçoit ceux de Nîmes et d'Uzès et 600 000 livres tournois. Il renouvelle les dispositions de l'édit de Nantes, et l'égalité des cultes est reconnue.
Mais les protestants ne gardaient plus comme place de sûreté que La Rochelle et Montauban. Ils devaient raser les fortifications de leurs autres villes. Les assemblées générales, les cercles et synodes leur étaient désormais interdits.
La déclaration royale exemptait Montpellier de citadelle et de garnison. Cependant le marquis de Valençay est laissé dans la ville avec les régiments de Picardie, de Navarre et de Normandie sous prétexte de veiller à la démolition des remparts.
On promettait à La Rochelle la destruction du fort Louis, mais Pierre de La Mothe-Arnaud, dit Arnaud du Fort, mestre de camp du régiment de Champagne, y resta avec son régiment après le départ de Louis, comte de Soissons, et la dissolution de l'armée d'Aunis.
Les régiments de nouvelle levée sont licenciés et les compagnies de cavalerie entretenues par les gouverneurs de province sont réduites à 15.
Le roi augmente sa Maison d'une compagnie de mousquetaires, recrutés parmi les plus braves des gentilshommes volontaires.
Bassompierre, nommé maréchal de France, conduisit à Lyon le reste des troupes qui avaient fait le voyage en Languedoc, qui furent ensuite réparties dans divers places frontières.
Louis XIII revient à Lyon en passant par la Provence et le Dauphiné où il reçut Charles-Emmanuel, le duc de Savoie, qui venait solliciter son alliance pour contrer les nouvelles prétentions du marquisat de Montferrat de Ferdinand, duc de Mantoue.
Le roi quitte Lyon le 19 décembre, couche à Roanne le 20, à Nevers le 22, à La Charité-sur-Loire le 23, où il passe Noël. Le 26 décembre, il est à Bonny, le 27 il est à Montargis et couche à Château-Landon, le 29 il est à Malesherbes et arrive le 30 décembre dans sa capitale sous les acclamations des Parisiens.
Cette paix ne dure que deux ans, car ni le roi ni les huguenots n'étaient prêts à en respecter les termes. Le frère de Rohan, Benjamin de Rohan seigneur de Soubise attaque une flotte royale dans la bataille du Blavet dès janvier 1625.